# Liga Națională de hochei 2023-2024
Sezonul Ligii Naționale 2022-2023 a fost al 93-lea sezon al Ligii Naționale de hochei. Liga a constat într-o singură divizie cu opt echipe. 
Campionatul s-a desfășurat după următorul sistem: cele 8 echipe au jucat în Sezonul Regulat, fiecare cu fiecare tur/retur etape duble. Apoi, primele patru au jucat direct finale pentru stabilirea clasamentului final in format locul 1 vs locul 2, respectiv locul 3 vs locul 4.

## Echipele sezonului 2022-2023
| Club                         |
| ---------------------------- |
| Corona Brașov                |
| CSM Galați                   |
| ACSH Gheorgheni              |
| HC Háromszéki Ágyúsok        |
| HSC Csíkszereda              |
| Sapientia U23                |
| Sportul Studențesc București |
| Steaua București             |

## Patinoare
| Echipă                              | Patinoarul                     | Oraș           | Capacitate |
| ----------------------------------- | ------------------------------ | -------------- | ---------- |
| CSM Galați                          | Galați                         | Galați         | 5,000      |
| HSC Csíkszereda, Sportul Studențesc | Lajos Vákár                    | Miercurea Ciuc | 4,000      |
| Corona Brașov                       | Brașov                         | Brașov         | 2,000      |
| Gheorgheni                          | Gyergyószentmiklósi Műjégpálya | Gheorgheni     | 1,480      |
| Sapientia U23                       | Cârța                          | Sândominic     | 1,000      |
| CSHC Fenestela 68                   | Deme László                    | Târgu Secuiesc | 550        |
| Steaua București                    | Allianz Țiriac Arena           | Otopeni        | 450        |

## Finala mare
Finala s-a jucat în formatul tur-retur pe 16 aprilie și 17 aprilie.
| Meci |               | Rezultat final |               | 1   | 2   | 3   |
| 1    | Csíkszereda   | 2-3            | Corona Brașov | 1-0 | 0-3 | 1-0 |
| 2    | Corona Brașov | 6-4            | Csíkszereda   | 1-1 | 1-2 | 4-1 |

## Meciul pentru locul 3
Finala mică, s-a jucat în formatul tur-retur pe 16 aprilie și 17 aprilie.
| Meci |                  | Rezultat final |                  | 1   | 2   | 3   |
| 1    | Gyergyói HK      | 7-4            | Steaua București | 3-2 | 2-1 | 2-1 |
| 2    | Steaua București | 4-7            | Gyergyói HK      | 1-3 | 1-2 | 2-2 |